# Closterocerus brownii
Closterocerus brownii är en stekelart som beskrevs av William Harris Ashmead 1904. Closterocerus brownii ingår i släktet Closterocerus och familjen finglanssteklar.
Artens utbredningsområde är Filippinerna. Inga underarter finns listade i Catalogue of Life.